# Zabójstwa przy Rue Morgue (film 1932)
Zabójstwa przy Rue Morgue (ang. Murders in the Rue Morgue) – amerykański horror z 1932 roku. Film jest adaptacją opowiadania Edgara Allana Poego pt. Zabójstwo przy Rue Morgue. Został zrealizowany w erze Pre-Code.

## Obsada
- Béla Lugosi - doktor Mirakle
- Sidney Fox - Mademoiselle Camille L'Espanaye
- Leon Ames - Pierre Dupin
- Bert Roach - Paul
- Betty Ross Clarke - Mademoiselle L'Espanaye
- Brandon Hurst - prefekt policji
- D'Arcy Corrigan - Morgue Keeper
- Noble Johnson - Janos
- Arlene Francis - kobieta na ulicy, ofiara Mirakla